# Семашко, Николай Петрович
Николай Петрович Семашко (бел. Мікалай Пятровіч Сямашка; 1914, Катушонки, Полоцкий район — 1941, Оршанский район, Витебская область) — белорусский советский поэт.

## Биография
Николай Семашко родился в деревне Барылы Полоцкого уезда Витебской губернии (в настоящее время — деревня Катушенки Полоцкого района Витебской области) в 1914 году. Окончил семь классов школы, после чего поступил на работу в редакцию ветринской районной газеты. Первые стихи опубликовал ещё участь в школе, в 1926 году в газете «Чырвоная Полаччына». Позднее печатался в газетах «Літаратура і мастацтва», «Чырвоная змена», «Звязда», журнале «Полымя рэвалюцыі», участвовал в выпуске сборников «Росквіт» и «Зарніцы».
В 1939 году призван в Красную Армию, участвовал в присоединении Западной Белоруссии. В том же году вышел первый персональный сборник стихов поэта — «Шчырасць». После демобилизации остался в Белостоке, где возглавил литературный отел газеты «Вольная праца». На 1941 год было запланировано издание второго сборника стихов, но этим планам помешала война.
Николай Семашко был снова призван в Красную Армию и воевал на фронте с первых же дней вторжения немецких войск. Погиб в июле 1941 года под Оршей. Похоронен в Орше на Пролетарском кладбище.
После войны поэзия Николая Семашко неоднократно публиковалась в сборниках: «Мы іх не забудзем» (1949), «Анталогія беларускай паэзіі» (1961), «Крывёю сэрца» (1967), «На сцягу і ў сэрцы» (1982), «Анталогія беларускай паэзіі» (1993. Т. 2), «Скрыжалi памяцi» (2005).

## Семья

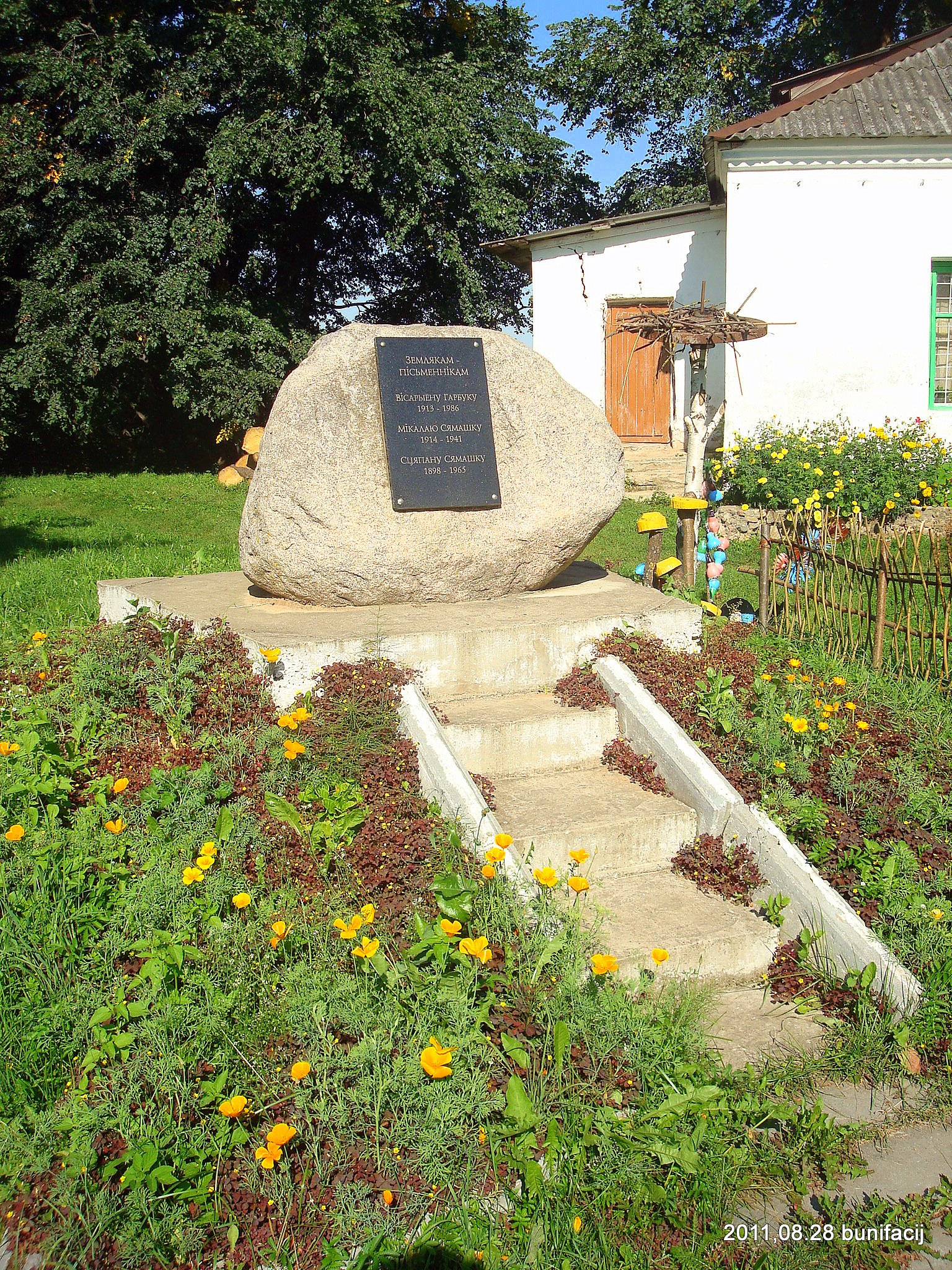
Памятник землякам-писателям в д. Нача Полоцкого района

- Семашко, Степан Петрович (бел. Сцяпан Пятровіч Сямашка) (1898—1965) — белорусский писатель.

## Память
- Памятник землякам-писателям в д. Нача Полоцкого района

## Сочинения
- Росквіт : [другі] літаратурна-мастацкі альманах Полацкай філіі Усебеларускага аб'яднання паэтаў і пісьменнікаў «Маладняк» : [зборнік / здымкі фат. Бэрманта]. — Полацак : Полацкай філіі «Маладняка», 1927. — С. 148. — 1000 экз.
- Зарніцы : трэці літаратурна-мастацкі альманах Полацкай філіі Усебеларускага аб'яднання паэтаў і пісьменнікаў «Маладняк» : [зборнік]. — Полацак : Полацкай філіі «Маладняка», 1928. — С. 112. — 600 экз.
- Семашка М. Шчырасць : Вершы / Мікола Семашка. — Минск : Дзяржвыд Беларусі. Маст. літ, 1939. — 62 с. — 3000 экз.